# Малая Своротва
Ма́лая Своро́тва (бел. Малая Сваротва) — деревня в Барановичском районе Брестской области Беларуси. Входит в состав Молчадского сельсовета. Население — 136 человек (2019).
Название происходит от слова «своротва» — место поворота от старой дороги.

## География
По территории деревни протекает река Своротва.

## История
В начале XX века существовало имение Своротва в Люшневской волости Слонимского уезда Гродненской губернии. С 1921 года в составе межвоенной Польши, в гмине Молчадь Слонимского повета. 
С 1939 года в составе БССР. С 15 января 1940 года в Городищенском районе Барановичской, с 8 января 1954 года Брестской областей, с 25 декабря 1962 года в Барановичском районе.
С конца июня 1941 по июль 1944 года была оккупирована немецко-фашистскими захватчиками, разрушено 55 домов. На фронтах войны погибло 14 односельчан.
К деревне присоединён соседний хутор Лимантовщина. В 1999 году открыт музей имени Богуслава Вильчковского.

## Население
| Численность населения (по переписи) | Численность населения (по переписи) | Численность населения (по переписи) | Численность населения (по переписи) | Численность населения (по переписи) | Численность населения (по переписи) | Численность населения (по переписи) |
| 1921                                | 1939                                | 1959                                | 1970                                | 1999                                | 2009                                | 2019                                |
| ----------------------------------- | ----------------------------------- | ----------------------------------- | ----------------------------------- | ----------------------------------- | ----------------------------------- | ----------------------------------- |
| 336                                 | ↗458                                | ↘437                                | ↘397                                | ↘281                                | ↘231                                | ↘136                                |

## Достопримечательности
- Памятник землякам. Для увековечения памяти 50 земляков, погибших в годы Великой Отечественной войны, в 1970 году установлена стела[5].